# Gan Le'ummi Naẖal Alexander
Gan Le'ummi Naẖal Alexander (hebreiska: גן לאמי נחל אלכסנדא) är en nationalpark  i Israel. Den ligger i distriktet Centrala distriktet, i den norra delen av landet.